# Erysimum tenellum
Erysimum tenellum är en korsblommig växtart som beskrevs av Dc. Erysimum tenellum ingår i släktet kårlar, och familjen korsblommiga växter. Inga underarter finns listade i Catalogue of Life.